# Comité national olympique de Mongolie
Le Comité national olympique de Mongolie est le comité national olympique de Mongolie fondé en 1956 et reconnu par le CIO en 1962.